# Light Magic
Light Magic était une parade nocturne présentée à Disneyland durant moins de trois mois en 1997 afin de remplacer la Main Street Electrical Parade proposée depuis 24 ans. La parade possédait quelques innovations importantes comme l'utilisation de fibre optique enchâssée dans les bâtiments adjacents à la parade.
Ce spectacle fut présenté durant une très courte période en raison des critiques du public à son encontre, critiques en partie dues à l'attachement avec le spectacle précédent. Le parc de Disneyland a perdu après la fin rapide de Light Magic une part de son héritage. Depuis, aucune parade électrique n'a parcourut Main Street, USA, bien que le spectacle Fantasmic! ravissait de nombreux spectateurs le long des berges de Rivers of America, jusqu'à l'arrivée de la Disney Paint The Night Parade.

## Le spectacle
Light Magic était un spectacle de rue nocturne dont la flotte de char s'arrêtait sur deux zones du parcours de la parade. La première zone se situait entre It's a Small World et le Matterhorn Bobsleds tandis que la seconde était Main Street, USA. Sur ces deux zones les chars stoppaient, les personnages lumineux s'éveillaient pour danser quelques pas avant d'être rejoints par d'autres personnages et parois quelques membres du public. Cette animation dure pendant 20 minutes.
Les chars hébergeaient des écrans sur lesquels des images étaient depuis les bâtiments alentour. Pour le final, les « fées » lançaient de la « poudre magique » sur le public grâce à la lumière des fibres optiques enchâssées dans les mêmes bâtiments.
- Première représentation : 23 mai 1997[1]
  - Représentation spéciale Passeport annuel : 13 mai 1997
- Dernière représentation : 8 septembre 1997
- Chars[1]
  - Nombre  : 4
  - Dimensions : 24 x 3 m
- Durée : 20 min
- Budget : approximatif 20 millions de dollars[2]
- Attractions précédentes :
  - Main Street Electrical Parade : 17 juin 1972 au 25 novembre 1996

### Musique
La musique de Light Magic était très inspirée par la musique celtique et aussi des chansons de films de Disney. La musique Baroque Hoedown utilisée par la Main Street Electrical Parade a été incluse dans le final de Light Magic.
- Dream Our Dream, thème de Light Magic
- Little April Shower de Bambi
- Be Our Guest de La Belle et la Bête
- Topsy Turvy du Bossu de Notre-Dame
- Step in Time de Mary Poppins
- When You Wish Upon A Star de Pinocchio
- A Dream Is a Wish Your Heart Makes de Cendrillon
- Baroque Hoedown

Une bande originale partielle est disponible en CD sur les albums 
- Disneyland/Walt Disney World Music Vacation
- Disneyland/Walt Disney World: The Official Album (1997 CD)

### Production
- Produit par : Bruce Healey
- Conçu et mixé par : Paul Freeman
- Annonceur : Randy Crenshaw
- Ouverture de Dream Our Dreams : Ellis Hall
- Chanson Dream Our Dreams : Richard Page

## Critiques

### Première des Passeports Annuels
Le rôle de Light Magic fut très difficile à porter. Ce spectacle devait remplacer la longuement appréciée Main Street Electrical Parade présentée depuis près de 25 ans. Les attentes et les appréhensions furent nombreuses et fortes lors des débuts de Light Magic surtout pour l'événement réservé aux détenteurs de passeports annuels de Disneyland, ayant eu lieu le 13 mai 1997.
Durant cette représentation, des problèmes techniques survinrent tels que des mauvais alignements entre les projecteurs et les chars, des défaillances des équipements sonores et des files d'attente oubliées.
Les détenteurs de passeports annuels sont connus pour être d'ardent supporters de Disneyland mais aussi les plus dures critiques. Leurs réponses à la piètre performance initiale de Light Magic fut très négative. En contrepartie la direction de Disneyland déclara que cette représentation privée n'était qu'une répétition en costume. Cela déplut aux passeports annuels qui avaient payé un billet spécial sur-facturé pour l'occasion, reçu de nombreuses informations les « invitant » à profiter de l'avant-première et non un test. Le spectacle fut rapidement surnommé Light Tragic par ces personnes mécontentes.

### Réaction générale du public
D'après les échos des sondages d'opinions réalisés par Disney à la fin de la saison estivale 1997, la majorité des réponses du public allaient du mécontentement au complet dégoût. Pour de nombreux fans de la Main Street Electrical Parade ce remplaçant était indigne. Il faut toutefois noter que pour beaucoup l'annonce de suppression de la parade électrique avait fortement déplu et que ces personnes n'ont laissé que peu de chance à son successeur.
La direction suspendit Light Magic à la fin de l'été 1997 avec un retour possible pour le 4 septembre 2000 (Labor Day). Mais depuis aucune parade électrique n'avait défilé dans Main Street et c'est le parc Disney's California Adventure qui accueillait depuis le 3 juillet 2001 la Main Street Electrical Parade originale de Disneyland sous le nom de Disney's Electrical Parade. En 2010, la parade déménagea au Magic Kingdom de Walt Disney World Resort. En 2015, dans le cadre des 60 ans de Disneyland, une toute nouvelle parade électrique nommée Disney Paint The Night Parade fit son apparition dans Main Street, USA et remplace désormais la parade originelle.